# Mona Lisa (Nat King Cole)
Es una canción del año 1950 con música y letra de los compositores estadounidenses Ray Evans y Jay Livingston para la película Captain Carey, U.S.A., ganadora del premio Óscar a la mejor canción original de dicho año. En la película la canción está interpretada por Nat King Cole.

## Descripción
La canción fue un éxito en la lista Billboard durante siete semanas en 1950. Tiene una duración de 3 min 24 s, de género traditional pop, y fue publicada por la compañía discográfica Capital Records.
La letra de la canción hace referencia al retrato La Gioconda, también llamado Mona Lisa, pintado por Leonardo Da Vinci.

### Letra
Mona Lisa, Mona Lisa
 Men have named you
 You are so like the lady with the mystic smile
 Is it only cause you're lonely
 They have blamed you
 For that Mona Lisa strangeness in your smile
Do you smile to tempt a lover, Mona Lisa
 Or is this your way to hide a broken heart
 Many dreams have been brought to your doorstep
 Tjey just lie there, and theudie there
Are you warm, are you real Mona Lisa
 Or just a cold and lonely, lo